# 孫振家
孫振家（1858年—？），字保芝，山東省臨清州人，中華民国政治家。

## 生平
1913年（民国2年）他任職於北洋政府農商部。1915年（民国4年）他任直系的湖北軍務幫辦王占元的秘書，並任湖北官報局局長。
翌年1月，王占元升任湖北督軍，孫振家繼續在其手下工作。1918年（民国7年）4月，孫振家署理湖北省荊南道尹，翌年7月正式就任荊南道尹。1920年（民国9年）8月，他升任湖北省省長。9月，他被北京政府召還，升為京兆尹兼畿輔賑務督辦。1922年（民国11年）5月，他轉任山東省賑務会辦。1925年（民国14年），他任北京政府財政討論会委員。
此後，孫振家的行蹤不詳。